# Зашляшье
Зашля́шье (бел. Зашля́шша) — посёлок в составе Сластёновского сельсовета Чаусского района Могилёвской области Республики Беларусь.

## Население
- 2010 год — 4 человека